# Gordon Griffith
Gordon Griffith (Chicago, 4 luglio 1907 – Hollywood, 12 ottobre 1958) è stato un attore statunitense, uno dei principali attori bambini del cinema muto tra il 1913 e il 1922, il primo ad essere protagonista di un lungometraggio (Little Sunset, 1915). È noto soprattutto per essere stato nel 1918 il primo Tarzan bambino (e nel 1920 il primo figlio di Tarzan) della storia del cinema. In seguito rimase attivo prevalentemente come aiuto-regista e produttore.

## Biografia
Gordon Griffith nasce nel luglio 1907 a Chicago, secondogenito di tre fratelli. I suoi genitori, Harry e Katherine Griffith, lavorano come attori nel cinema ed avviano Gordon alla stessa carriera.
Gordon comincia a recitare nel 1913 a sei anni in una lunga serie di cortometraggi per la Keystone Film Company, dove è utilizzato all'occorrenza in ruoli di supporto o in parti protagonistiche al pari degli altri attori bambini della compagnia (Thelma Salter, Billy Jacobs, Matty Roubert, e Charlotte Fitzpatrick). È già un attore esperto, quando, l'anno successivo, è inserito nella serie Little Billy a sostegno del protagonista Billy Jacobs. Il successo gli valse parti di rilievo anche in quattro cortometraggi di Charlie Chaplin del 1914 (The Star Boarder, Twenty Minutes of Love, Caught in a Cabaret, The Fatal Mallet) e un cameo come il bambino venditore di giornali nel primo lungometraggio interpretato dal celebre attore (Tillie's Punctured Romance). 
Proprio alla nascita del lungometraggio, Griffith dà il suo contributo più importante. In un'epoca in cui agli attori bambini venivano offerte parti di protagonista solo in cortometraggi, in Little Sunset (1915) egli è il primo a dimostrare come anche un lungometraggio potesse essere costruito con successo attorno alla vicende di un bambino. Dopo di lui, la stessa opportunità di essere protagonisti  in lungometraggi sarà offerta negli anni dieci solo a Marie Osborne e Tibor Lubinszky.
La grande occasione di successo popolare arriva per Griffith con il ruolo del giovane Tarzan, in Tarzan of the Apes (1918), il primo film sul personaggio della giungla. Tecnicamente Griffith è il primo Tarzan in assoluto ad apparire sullo schermo giacché l'adulto Tarzan Elmo Lincoln vi compare solo nella seconda parte. È un ruolo impegnativo nel quale Gordon dimostra grande naturalezza nel muoversi nella "giungla" tra animali esotici e capacità atletiche non indifferenti.
Il successo è tale che Gordon è chiamato a ripetere il ruolo, questa volta come il figlio di Tarzan, nei primi quattro episodi del serial cinematografico The Son of Tarzan (1920). Lo stesso anno diventa anche il primo "Tom Sawyer" bambino della storia del cinema nel film Huckleberry Finn al fianco di Lewis Sargent (Huck) e Thelma Salter (Becky).
Con una parte importante nel film Penrod (1922), popolare personaggio dell'infanzia nei fumetti di quel tempo, si conclude l'esperienza di attore bambino di Griffith. 
Nel 1925 da adolescente gli viene offerta ancora una parte di rilievo, quella del fratello maggiore di Mary Pickford nel film Little Annie Rooney. Sono tuttavia anni difficili per Gordon; perde entrambi i genitori, mentre con il passaggio dall'adolescenza all'età adulta (e dal cinema muto al sonoro) viene presto a mancare per lui ogni opportunità di lavoro da attore. 
Griffith rimarrà tuttavia per tutta la sua vita legato al mondo del cinema. Sfruttando l'esperienza acquisita fin da bambino davanti alla macchina da presa, svolge dapprima negli anni trenta un'intensa attività di aiuto-regista, che gli dà tempo di familiarizzarsi con il sonoro e di riprendere nel 1935-36 anche ad interpretare piccole parti da attore in una serie di film diretti da Albert Herman. Successivamente, negli anni quaranta e cinquanta lavora come direttore alla produzione per alcune delle principali compagnie di Hollywood. 
Griffith muore nel 1958 per un attacco cardiaco a Hollywood all'età di 51 anni.

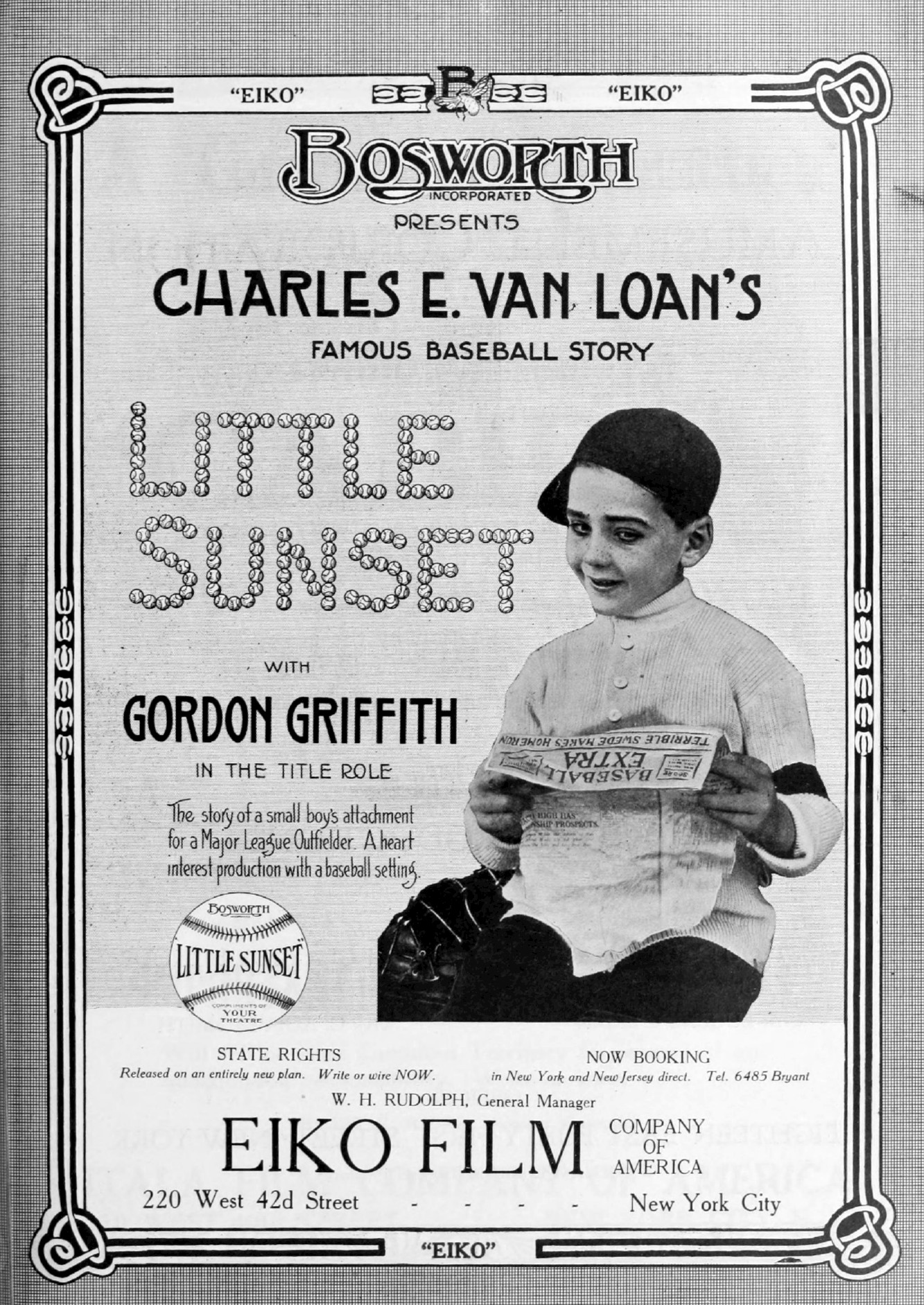
Gordon Griffith fu il primo attore bambino protagonista in un lungometraggio, Little Sunset (1915)

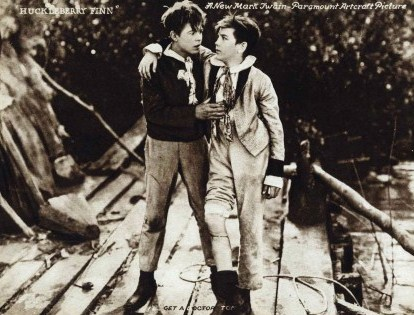
Come Tom Sawyer in Huckleberry Finn (1920), assieme a Lewis Sargent.

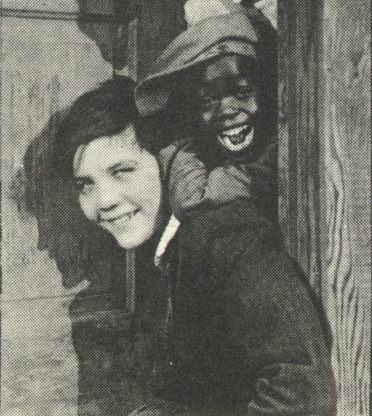
Gordon Griffith in Penrod (1922), assieme a Florence Morrison

## Riconoscimenti
- Young Hollywood Hall of Fame (1908-1919)

## Filmografia

### Cortometraggi
- Just Kids, regia di Henry Lehrman (1913)
- Cohen's Outing, regia di Wilfred Lucas (1913)
- The Riot, regia di Mack Sennett (1913)
- A Chip Off the Old Block, regia di Henry Lehrman (1913)
- The New Baby, regia di Henry Lehrman (1913)
- Mabel's Dramatic Career, regia di Mack Sennett (1913) - non accreditato
- Our Children, regia di Robert Thornby (1913)
- The Horse Thief, regia di Henry Lehrman (1913)
- His Sister's Kids, regia di George Nichols (1913)
- Little Billy's Triumph, regia di Robert Thornby (1914)
- Little Billy's Strategy, regia di Robert Thornby (1914)
- Kid Auto Races at Venice, regia di Henry Lehrman (1914) - non accreditato
- Little Billy's City Cousin, regia di Robert Thornby (1914)
- Kid Love, regia di Robert Thornby (1914)
- How Villains Are Made, regia di Henry Lehrman (1914)
- The Race, regia di Sid Diamond e Robert Thornby (1914)
- A Back Yard Theatre, regia di Sid Diamond (1914)
- Chicken Chaser, regia di Roscoe 'Fatty' Arbuckle (1914)
- Charlot innamorato (The Star Boarder), regia di George Nichols (1914)
- A Bathing Beauty, regia di Roscoe 'Fatty' Arbuckle (1914)
- L'appuntamento di Charlot (Twenty Minutes of Love), regia di Joseph Maddern e Charles Chaplin (1914)
- The Bowery Boys, regia di George Nichols (1914)
- Charlot falso barone (Caught in a Cabaret), regia di Mabel Normand - non accreditato
- Il martello di Charlot (The Fatal Mallet), regia di Mack Sennett (1914) - non accreditato
- Billy's Riot, regia di Robert Thornby (1914)
- The Flirt, regia di Robert Thornby (1914)
- A Wild Ride (1914)
- A Race for Life, regia di Robert Thornby (1914)
- Those Country Kids, regia di Roscoe 'Fatty' Arbuckle (1914)
- A Rural Romance, regia di Robert Thornby (1914)
- The Broken Doll, regia di Robert Thornby (1914)
- Her Filmland Hero, regia di Chester M. Franklin e Sidney Franklin (1915)
- Little Mr. Fixer, regia di Frank Lloyd (1915)
- Jane's Declaration of Independence, regia di Charles Giblyn (1915)
- Maybe Moonshine, regia di Maybe Moonshine (1916)
- Some Fish (1916)
- Storming the Trenches (1916)
- Two Mothers, regia di Lloyd B. Carleton (1916)
- Betrayed by a Camera (1916)
- The Wishing Lamp, regia di Harry C. Mathews (1916)
- A Son of Neptune, regia di William V. Mong (1916)
- Like Babes in the Woods, regia di George Cochrane (1917)

### Lungometraggi
- Il fortunoso romanzo di Tillie (Tillie's Punctured Romance), regia di Mack Sennett (1914) - non accreditato
- Little Sunset, regia di Hobart Bosworth (1915)
- Kilmeny, regia di Oscar Apfel (1915)
- Ben Blair, regia di William Desmond Taylor (1916)
- The Code of Marcia Gray, regia di Frank Lloyd (1916) - non accreditato
- Naked Hearts, regia di Rupert Julian (1916)
- If My Country Should Call, regia di Joseph De Grasse (1916)
- Gloriana, regia di E. Mason Hopper (1916)
- The Price of Silence, regia di Frank Lloyd (1917)
- The Little American, regia di Cecil B. DeMille (1917) - non accreditato
- Tarzan of the Apes, regia di Scott Sidney (1918)
- The  Yellow Dog, regia di Colin Campbell (1918)
- The Romance of Tarzan, regia di Wilfred Lucas (1918)
- Hitting the High Spots, regia di Charles Swickard (1918)
- Under the Top, regia di Donald Crisp (1919)
- The Solitary Sin, regia di Frederick Sullivan (1919)
- Cupid Forecloses, regia di David Smith (1919)
- Huckleberry Finn, regia di William Desmond Taylor (1920)
- The Son of Tarzan, regia di Arthur J. Flaven e Harry Revier (1920)
- That Something, regia di Margery Wilson (1920)
- Zampe di gallina (The Kentucky Colonel), regia di William A. Seiter (1920)
- To Please One Woman, regia di Lois Weber (1920)
- Il piccolo Lord (Little Lord Fauntleroy), regia di Alfred E. Green e Jack Pickford (1921)
- The Adventures of Tarzan, regia di Robert F. Hill e Scott Sidney (1921)
- Cameron of the Royal Mounted, regia di Henry MacRae (1921)
- Penrod, regia di Marshall Neilan (1922)
- More to Be Pitied Than Scorned, regia di Edward LeSaint (1922)
- Il fabbro del villaggio (The Village Blacksmith), regia di John Ford (1922)
- Catch My Smoke, regia di William Beaudine (1922)
- Main Street, regia di Harry Beaumont (1923)
- The Street of Tears, regia di Travers Vale (1924)
- Little Annie Rooney, regia di William Beaudine (1925)
- The Cat's Pajamas, regia di William A. Wellman (1926)
- The Branded Man, regia di Scott Pembroke e Phil Rosen (1928)
- Forgotten Women, regia di Richard Thorpe (1931) - non accreditato
- What Price Crime, regia di Albert Herman (1935)
- Danger Ahead, regia di Albert Herman (1935)
- Western Frontier, regia di Albert Herman (1935)
- The Crusades, regia di Cecil B. DeMille (1935) - non accreditato
- Hot Off the Press , regia di Albert Herman (1935)
- Bars of Hate, regia di Albert Herman (1935)
- Gun Play, regia di Albert Herman (1935)
- Speed Limited, regia di Albert Herman (1935)
- Blazing Justice, regia di Albert Herman (1936)
- Outlaws of the Range, regia di Albert Herman (1936)
- The Amazing Exploits of the Clutching Hand, regia di Albert Herman (1936) - non accreditato